# Chrysometa rubromaculata
Chrysometa rubromaculata este o specie de păianjeni din genul Chrysometa, familia Tetragnathidae. A fost descrisă pentru prima dată de Keyserling, 1864. Conform Catalogue of Life specia Chrysometa rubromaculata nu are subspecii cunoscute.